# Class 06
De Class 06 is een Britse dieselrangeerlocomotief tussen 1958 en 1960 gebouwd door Andrew Barclay voor de Scottish Region van British Railways. Oorspronkelijk werden ze genummerd D2410–D2444, later kregen ze de computernummers (TOPS) 06001–06010.

## Techniek
De motor is een achtcilinder 4 takt 8L3 van L. Gardner and Sons, die door een Vulcan-Sinclair type 23 koppeling is verbonden met een 5-versnellingsbak van Wilson-Drewry CA5 en een Wiseman type 15 RLGB tandwielkast. Hoewel technisch allemaal gelijk hadden de eerste 15 locomotieven drie ramen in de cabine de overige 20 slechts twee.

## Nummering
De oorspronkelijke nummers liepen van D2410 tot D2444. De tien die nog in dienst waren in januari 1973, D2413/14/20–23/26/37/40/44, kregen de computernummers 06001–06010.

## Overlevende
De enige bewaarde locomotief is de 06003. Het was de laatste van de serie in normale dienst en werd ingedeeld bij de dienstvoertuigen. Daar kreeg de locomotief nummer 97804 voor gebruik bij de seinwerkplaats in Reading tot de vervanging door de 97020. De locomotief werd verkocht aan sloperij Booth in Rotherham, waarna de museumlijn South Yorkshire Railway bij Meadowhall in Sheffield de locomotief kocht. Vervolgens kwam ze in handen van HNRC en was op verschillende locaties te zien voordat ze tentoongesteld werd in het Museum of Science and Industry in Manchester. In 2013 werd ze ondergebracht in de verzameling van de Heritage Shunters Trust bij Peak Rail in Rowsley.
De D2432, werd verkocht aan P. Wood Shipbreakers in Queenborough (Kent) in 1969. In 1977 werd de locomotief geëxporteerd naar Italië, maar daarna ontbreekt ieder spoor.